# Chassigny-sous-Dun
Chassigny-sous-Dun is een gemeente in het Franse departement Saône-et-Loire (regio Bourgogne-Franche-Comté) en telt 558 inwoners (1999). De plaats maakt deel uit van het arrondissement Charolles.

## Geografie
De oppervlakte van Chassigny-sous-Dun bedraagt 13,2 km², de bevolkingsdichtheid is 42,3 inwoners per km².
De onderstaande kaart toont de ligging van Chassigny-sous-Dun met de belangrijkste infrastructuur en aangrenzende gemeenten.

## Demografie
Onderstaande figuur toont het verloop van het inwonertal (bron: INSEE-tellingen).